# ネズミ・チュウ・チュウ・ネコ・ニャン・ニャン
「ネズミ・チュウ・チュウ・ネコ・ニャン・ニャン」 (CHU CHU AND NIYAN NIYAN) は、1969年9月10日に東芝音楽工業（現・ユニバーサルミュージックジャパン）から発売された加藤和彦のソロ名義による2枚目のシングルである。

## 解説
ザ・フォーク・クルセダーズ解散後、シングル「僕のおもちゃ箱」でソロ活動を開始した加藤は、フォークル時代からの盟友である松山猛と曲作りを始め、多数の楽曲を生み出した。「ネズミ・チュウ・チュウ・ネコ・ニャン・ニャン」もその頃作られたもので、歌詞は猫の視点で書かれ、サウンドはラテン音楽風になっている。カップリング曲には劇作家の佐藤信と共作し、テレビドラマの主題歌にもなった「日本の幸福」が使われたが、のちに加藤はこの楽曲について、自動筆記に近い曲と語っている。

## アートワーク
カバーは見開き仕様になっており、外側には猫のイラストが描かれ、内側には写真をコラージュした手書きによるコミックタッチの歌詞が載っている。

## 収録曲

### SIDE A
1. ネズミ・チュウ・チュウ・ネコ・ニャン・ニャン (CHU CHU AND NIYAN NIYAN)  –  (3:28)
作詞：松山猛、作曲：加藤和彦、編曲：ありたあきら

### SIDE B
1. 日本の幸福 (THIS IS MY LAND)  –  (3:18)
作詞：佐藤信、作曲：加藤和彦、編曲：加藤和彦とそのグループ

## アルバム収録
当シングルの楽曲は2曲とも同年12月発売のアルバム『ぼくのそばにおいでよ』に別ヴァージョンが収録されたが、後年オリジナル・ヴァージョンも『Catch-22』および『加藤和彦の世界』に初収録された。